# Římskokatolická farnost Horní Branná
Římskokatolická farnost Horní Branná je územním společenstvím římských katolíků v rámci jilemnického vikariátu královéhradecké diecéze.

## O farnosti

### Historie
V Horní Branné je doložena jedna z nejstarších duchovních správ (původní terminologií tzv. plebánií) v Podkrkonoší. Původní místní kostel byl dřevěný, zděnou stavbou byl nahrazen až v 16. století. V pozdější době při kostele existovalo Bratrstvo Nejsvětější Trojice, které mělo jako své poslání modlitby za zesnulé farníky a pomoc s jejich pohřby. Věnovalo se též sociální činnosti (zejména podpoře chudých). Zrušeno bylo v roce 1785 v rámci josefinských reforem. Ve 20. století přestal být do farnosti ustanovován sídelní duchovní správce.

### Současnost
Farnost je spravována ex currendo z Jilemnice.
| Kostel              | Místo        | Bohoslužba             | Bohoslužba             | Poznámka                |
| ------------------- | ------------ | ---------------------- | ---------------------- | ----------------------- |
| Kaple sv. Aloise    | Horní Branná | neslouží se pravidelně | neslouží se pravidelně | bývalá špitální kaple   |
| Kaple sv. Kříže     | Horní Branná | neslouží se pravidelně | neslouží se pravidelně | kaple v hrobce Harrachů |
| Kostel sv. Mikuláše | Horní Branná | neděle čtvrtek         | 10.30 17.00            | farní kostel            |
| Kaple sv. Václava   | Valteřice    | neslouží se pravidelně | neslouží se pravidelně | obecní kaple            |